# Vespertilio sinensis
Vespertilio sinensis is een vleermuis uit de familie gladneuzen (Vespertilionidae). De wetenschappelijke naam van de soort werd voor het eerst geldig gepubliceerd door Peters in 1880. In de literatuur is de soort ook veel te vinen onder de naam Vespertilio superans, een naam die geen prioriteit heeft over V. sinensis, en dus door die laatste vervangen is.

## Voorkomen
De soort komt voor in China, Taiwan, Mongolië, Japan en Korea.

## Ondersoorten
- Vespertilio sinensis sinensis
- Vespertilio sinensis andersoni Wallin, 1962
- Vespertilio sinensis namyiei Kuroda, 1920
- Vespertilio sinensis noctula Namie, 1889
- Vespertilio sinensis orientalis Wallin, 1969

Ondersoorten volgens Mammal species of the World, 3rd ed.

## Synoniemen
- Vespertilio superans Thomas, 1899
- Vespertilio aurijunctus Mori, 1928
- Vespertilio montanus Kishida, 1931
- Vespertilio motoyoshii Kuroda, 1934

Synoniemen volgens IUCN-redlist.